# Run (ostrov)
Run (také známý jako Pulau Run, Pulo Run, Puloroon, nebo Rhun) je ostrov v Indonésii. Je jedním z nejmenších ostrovů souostroví Banda, které je součástí Moluk, v provincii Moluky a je součástí Centrálního moluckého kabupatenu.

## Geografie

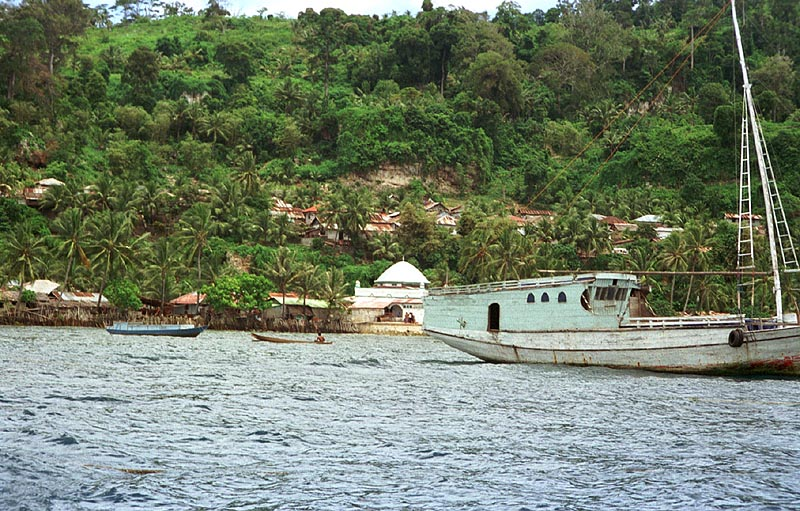
Pobřeží ostrova

Jeho rozloha je 13,16 km², je asi 3 km dlouhý a necelý 1 km široký. Nejbližšími ostrovy jsou ostrov Ai přibližně 7 kilometrů na východ a ostrov Nijalaka necelý kilometr severně.

## Historie
V průběhu 17. století měl velký význam pro Britskou Východoindickou společnost jakožto zdroj koření muškátového oříšku a muškátového květu, které se daly pěstovat pouze na ostrovech Banda. Během historie obchodování s kořením poprvé na ostrov zavítala výprava britské Východoindické společnosti roku 1603 v čele s Johnem Davisem, Jamesem Lancasterem a Johnem Middletonem v době jejich pobytu v Bantenu na Jávě.
O ostrov se vedly hned dvě války. Prvním konfliktem byla první anglo-nizozemská válka v letech 1652–1654. Hlavním předmětem sporů byly obchodní cesty, kolonie a námořní nadvláda. Tuto válku ukončila Westminsterská mírová smlouva z roku 1654. Tento konflikt vyhráli Angličané. Nizozemci měli opustit tyto obchodní vody, aby si Anglie mohla udržet suverenitu a monopol v této oblasti. Součástí smlouvy bylo, že ostrov Run připadne Anglii. Nizozemce se však podařilo vykázat až v roce 1665, přičemž ti před svým odchodem záměrně zpustošili muškátovníky.
Druhým konfliktem byla druhá anglo-nizozemská válka v letech 1665-1667. Válku ukončila smlouva z Bredy (1667), která stanovila předání ostrova zpět Nizozemcům. Angličané si na oplátku vyžádali ponechání ostrova Manhattan, který již v roce 1664 pod vévodou z Yorku (Karel II.) nelegálně obsadili a přejmenovali z Nového Amsterdamu na New York.
Monopol Nizozemců na muškátový oříšek a muškátový květ padl přesunem muškátových stromů na Srí Lanku (do roku 1972 znám jako Cejlon), do Singapuru a dalších britských kolonií roku 1817. Stalo se tak po obsazení hlavního ostrova Bandalontor kapitánem Colem v roce 1810. Toto vyústilo k úpadku holandské nadvlády v obchodu s kořením, avšak muškátové stromy na Runu rostou dodnes.